# ボーイズ・ライフ (映画)
『ボーイズ・ライフ』（This Boy's Life）は、1993年公開のアメリカ映画。作家で大学教授のトバイアス・ウルフの若き日を描いた自伝小説の映画化作品である。 
レオナルド・ディカプリオの映画キャリアのスタート作品。ロバート・デ・ニーロとの初共演作品で、本作の抜擢にはデ・ニーロの後押しがあった。

## ストーリー
1950年代のアメリカ。エルヴィス・プレスリーが大好きなトビーは、男運の悪い母キャロラインと暮らす元気な不良少年。
母は何度もトビーが悪さをしては学校に呼び出され手を焼いているが、大きな愛情を注いでいる。やがてキャロラインは、ドワイトという中年男と交際するようになり、今まで付き合ってきた男たちと違って紳士的なドワイトに惹かれ、トビーを連れて再婚する。だがトビーは、ドワイトの紳士ぶりは上辺だけのもので、実は暴力的で執念深い男だということを見抜いていた。

## キャスト
※括弧内は日本語吹替（VHS版）
- トバイアス・“トビー”・ウルフ - レオナルド・ディカプリオ（草尾毅）
- ドワイト - ロバート・デ・ニーロ（石田太郎）
- キャロライン - エレン・バーキン（藤田淑子）
- アーサー・ゲイル - ジョナ・ブレッチマン（宮本充）
- パール - エリザ・ドゥシュク（こおろぎさとみ）
- スキッパー - ザック・アインズリー（石野竜三）
- ノーマ - カーラ・グギノ（黒崎彩子）
- ロイ - クリス・クーパー（相沢正輝）
- チャック - トビー・マグワイア
- マリアン - キャシー・キニー
- テリー・テイラー - マイケル・バコール
- ハワード氏 - ゲリット・グレアム
- ジミー・ボーヒーズ - ショーン・マーレイ
- スキッピー校長 - リー・ウィルコフ

日本語版その他出演︰鈴木勝美、成田剣、竹口安芸子、有本欽隆
日本語版制作スタッフ 演出：田島荘三、翻訳：入江敦子、調整：金谷和美、制作：ビデオテック

## エピソード
ロバート・デ・ニーロが2025年5月13日（現地時間）、第78回カンヌ国際映画祭で名誉パルムドールを授与された。
レオナルド・ディカプリオがプレゼンターを務め、自分や同世代の俳優たちはデ・ニーロの演技を研究して育ったと彼の偉業を讃え、『ボーイズ・ライフ』（1993）で初めて共演して以来、自分のキャリアが永遠に変わったと述べた。
『「オーディションは大変でした。ライバルが大勢いて、誰が起用されるか誰にもわかりませんでした。15か16だった私は、目立つために思いつく限りのことをしました。声を振り絞って彼に叫んだんです。会場に笑いが起きました。
その後、プロデューサーと飛行機に乗る際、『誰に演じさせたいか』と聞かれたボブ（ロバートの愛称）は、彼らしい言い方で、『最後から二番目の子が良い』と答えたそうです。
幸運なことに、最後から二人目の子とは、私のことでした。この瞬間が私の人生を永遠に変えました。映画の世界におけるキャリアが、まさに始まった瞬間でした』